# Leonard Liggio
Leonard Liggio, né le 5 juillet 1933 et mort le 14 octobre 2014, est un historien américain, président de la Société du Mont Pèlerin de 2002 à 2004, puis directeur exécutif de la Fondation Atlas. Leonard Liggio est un spécialiste du libéralisme français du XIXe siècle  et joue un rôle de premier plan dans l'organisation internationale du mouvement libéral contemporain[Comment ?].

## Biographie

### Carrière académique
Leonard Liggio commence ses études d'histoire, sciences politiques et philosophie au College of Arts and Sciences de l'université de Georgetown. Il fait ensuite une année de droit à l'école de droit de l'université Columbia. 
Il poursuit son deuxième cycle en histoire des relations internationales à la Graduate School of Arts and Sciences de l'université Fordham, y étudiant aussi l'Europe centrale et orientale, la France contemporaine, l'histoire diplomatique des États-Unis, et l'histoire économique et politique du Moyen Âge.
Leonard Liggio devient professeur chargé de recherche à l'université George Mason, puis enseigne comme professeur invité à l'université Francisco Marroquin, l'université Aix-Marseille III, l'Academia Istropolitana de Bratislava, l'Institute for Political and Economic Studies de l'université de Georgetown.
Autres fonctions
- 1990-1999 : Président de l'Advisory Council, The Salvatori Center for Academic Leadership
- 1981-1984 : Membre de l'Advisory Council for Public Diplomacy, U. S. Information Agency
- 1974-1977 : Directeur au Center for Cultural Diversity, City University of New York
- 1975-1977 : American Studies Department, State University of New York / Old Westbury
- 1968-1975 : History Department, City College of New York
- 1965-1968 : Research Fellow, Foundation for Foreign Affairs, Chicago
- 1963-1965 : Consultant auprès du Vice-Président pour l'enseignement à la Eli Lilly Endowment, Indianapolis
- 1961-1963 : Analyste, William Volker Fund, Burlingame (Californie)
- 1960-1961 : History Department, Iona College, New Rochelle (New York)

### Laboratoires d'idées
En 1958, Leonard Liggio assiste à la première réunion de la Société du Mont-Pèlerin organisée aux États-Unis, à l'université de Princeton. En 1994, il devient membre du conseil de programmation pour la réunion de 1994 à Cannes. En 1996, il entre à son conseil d'administration, occupe le poste de trésorier de 1996 à 2000, et de membre du conseil de planification pour la réunion de 1998 à Washington. De 2000 à 2002, il est vice-président de la Société du Mont-Pèlerin et président du conseil de programmation pour la réunion de 2002 à Londres. Entre 2002 à 2004, il préside la Société du Mont-Pèlerin. Il est vice-président senior de 2006 à 2008. 
De 1980 à 1994, il préside la Humane Studies Foundation, avant d'en devenir le vice-président de 1994 à 1998. De 1990 à 1999, il participe à l'Acton Institute for the Study of Religion and Liberty, et de 1989 à 1999 à l'Institute for Humane Studies-Europe à Paris. À la Fondation Atlas, Leonard Liggio est directeur exécutif du John Templeton Foundation Freedom Project. En 1993, il contribue à la création de The Minaret of Freedom Institute, un laboratoire d'idées pour le monde musulman. De 1998 à 2003, il y dirige aussi l'International Freedom Project. De 1988 à 1998, il fait partie de celui de la Philadelphia Society, association qu'il préside de 1992 à 1993, puis de 1994-1995. À partir de 1994, il est aussi membre du conseil d'administration du Competitive Enterprise Institute, et depuis 1999 de l'Institute for Economic Studies-Europe à Aix-en-Provence.
Autres fonctions
- Membre du conseil scientifique du Cercle Turgot
- Membre de The Social Affairs Unit à Londres (depuis 1994)
- Membre de l'Istituto Acton à Rome
- Membre de l'institut Tocqueville à Paris
- Membre de l'institut Hayek à Vienne
- Membre de l'Institut Constant de Rebecque à Lausanne (Suisse)

### Activités éditoriales
Liggio a fait partie du cercle des amis de Murray Rothbard dès les années 1950, jouant un rôle important dans le développement des idées libérales contemporaines aux États-Unis. En 1965, avec Rothbard et George Resch, il avait créé Left and Right : A Journal of Libertarian Thought, publication qui soulignait : « des liens philosophiques communs qui unissent l'anarchisme et l'isolationnisme de la Vieille droite [américaine], et l'anarchisme pacifiste instinctif  qui caractérisait la Nouvelle gauche au milieu des années 1960 ».
De 1977 à 1983, il est rédacteur en chef de Literature of Liberty.
À partir de 1981, Leonard Liggio est membre du comité éditorial au Cato Journal, puis au 'American Journal of Jurisprudence de la Notre Dame Law School à partir de 1995, à Markets & Morality à partir de 2000.

## Idées
Pour Leonard Liggio, les sociétés contrôlées par l'Église et un pouvoir royal despotique représentent la droite historique. Les grands changements sociaux à partir du XVIIe siècle ont mené au développement de la gauche. Leonard Liggio positionne dès lors le socialisme au carrefour entre la droite et la gauche, entre idéaux de liberté et rationalisme socio-économique, par nature instable car porteur de doctrines contraires aux idéaux revendiquées.

## Prix et récompenses
- 2011 : Lifetime Achievement Award de la Society for the Development of Austrian Economics[4]
- 2007 : Adam Smith Award de l'Association of Private Enterprise Education[5]